# مگان (دوشس ساسکس)
مگان، دوشس ساسکس (به انگلیسی: Meghan, Duchess of Sussex) (ریچل مگان مارکل؛ زادهٔ ۴ اوت ۱۹۸۱) مدل و بازیگر سابق آمریکایی و همسر شاهزاده هری، دوک ساسکس است. او بیشتر برای بازی در نقش ریچل زین در مجموعه تلویزیونی کت‌شلواری‌ها که از شبکه یواس‌ای نتورک پخش می‌شد، شناخته شده است.

## اوایل زندگی
مگان مارکل در سال ۱۹۸۱ در شهر لس آنجلس متولد و در همان‌جا بزرگ شد. مادر آفریقایی-آمریکایی‌تبار او مربی یوگا است و پدر او هم که اصلیتی دانمارکی-ایرلندی دارد، مدیر فیلمبرداری بود. او در یک کالج دخترانهٔ کاتولیک تحصیل کرد و بعد از آن در سال ۲۰۰۳ از دانشگاه نورث وسترن در رشتهٔ تئاتر و روابط بین‌الملل فارغ‌التحصیل شد. مارکل پیش از شروع حرفهٔ بازیگری، شغلی نیمه وقت در حوزهٔ سیاست داشت. او بعد از پایان سال سوم دانشگاه، در سفارت آمریکا در بوئنوس آیرس، پایتخت آرژانتین، مشغول به کار شده بود.

## زندگی خصوصی

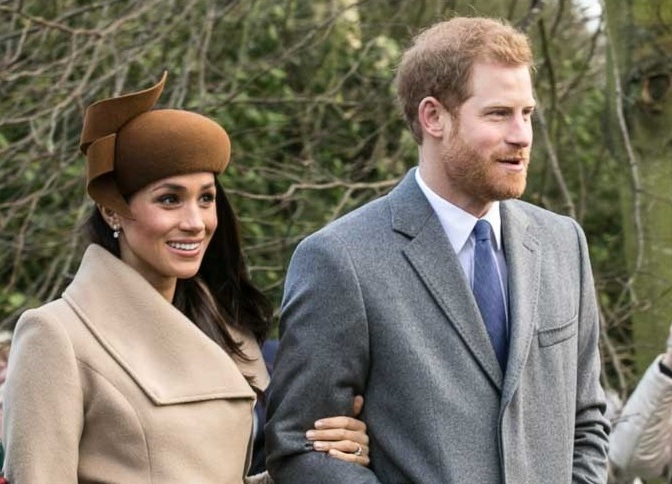
مگان، دوشس ساسکس در کنار نامزدش

مگان در سال ۲۰۱۱ پس از هفت سال دوستی با ترور انگلسون، تهیه کنندهٔ سینما، ازدواج کرد و دو سال بعد در سال ۲۰۱۳ از یکدیگر جدا شدند. بعد از این جدایی، مگان با روری مک لوری، بازیکن گلف و سپس با کوری ویتیل، آشپز مشهور کانادایی، رابطه داشت.
مگان مارکل و شاهزاده هری که از ژوئن ۲۰۱۶ با هم دوست بوده و قرار می‌گذاشتند و اوایل نوامبر ۲۰۱۷ بدون اعلام عمومی، نامزد کردند. نامزدی آنها در ۲۷ نوامبر ۲۰۱۷ به صورت رسمی از طریق دربار سلطنتی بریتانیا اعلام شد و ازدواج این زوج در ۱۹ ماه مه ۲۰۱۸ در کلیسای سنت جرج انجام گرفت. مارکل اعلام کرد که پس از ازدواج با هری قصد دارد از بازیگری کناره‌گیری کند و وقت خود را به فعالیت‌های بشردوستانه اختصاص دهد.
اولین فرزند دوک و دوشس ساسکس، آرچی هریسن مونتباتن-وینزر، در ۶ مهٔ ۲۰۱۹ متولد شد. دومین فرزند آن‌ها، لیلیبت دایانا مونتباتن-وینزر، در ۴ ژوئن ۲۰۲۱ به دنیا آمد.

## فعالیت‌های بشر دوستانه

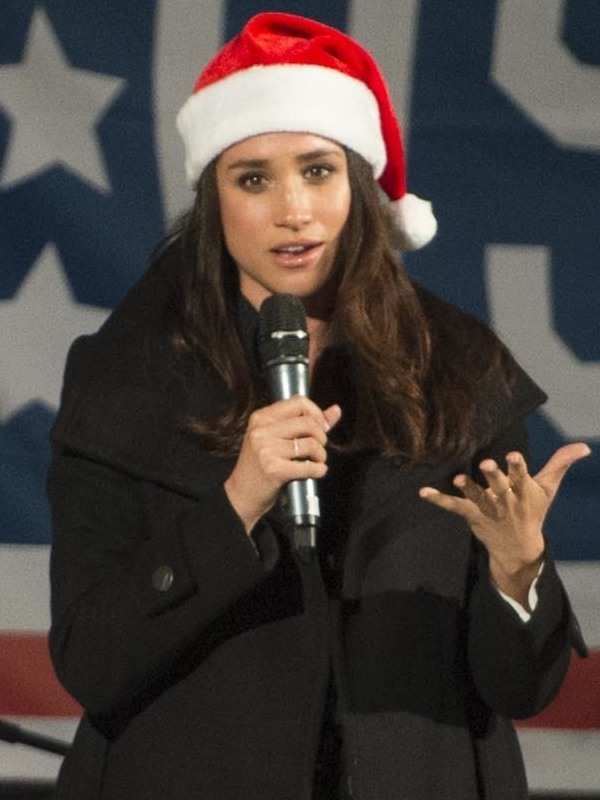
مگان در سال ۲۰۱۴

مگان مارکل فعالیت‌های بشر دوستانه هم داشته است. در سال ۲۰۱۶، او به عنوان سفیر بین‌المللی سازمان چشم‌انداز جهانی کانادا (World Vision Canada) برای کمپین آب پاکیزه به کشور آفریقایی رواندا، سفر کرد. او همچنین به عنوان یک حامی در سال ۲۰۱۴ برای کمپین برابری جنسیتی نهاد امور زنان سازمان ملل متحد، فعالیت می‌کرد و در همان سال هم سفری به افغانستان داشت. علاوه بر این، مارکل از مشاوران خیریهٔ بین‌المللی دنیای جوان (One Young World) است. او سخنرانی‌هایی هم دربارهٔ برابری جنسیتی و برده‌داری مدرن در سال ۲۰۱۴ در دوبلین و در سال ۲۰۱۶ در اتاوا داشت.